# John Sullivan
John Sullivan (17 de febrero de 1740-23 de enero de 1795) fue un general estadounidense en la Guerra de Independencia, delegado en el Congreso Continental y juez federal de los Estados Unidos.
Sullivan, el tercer hijo de inmigrantes irlandeses, sirvió como mayor general en el Ejército Continental y como gobernador (o "presidente") de Nuevo Hampshire. Comandó la expedición Sullivan en 1779, una campaña contra los pueblos iroqueses que habían tomado las armas en contra de los revolucionarios estadounidenses. Como miembro del Congreso, Sullivan trabajó estrechamente con el embajador de Francia.

## Cultura actual
John Sullivan aparece como antagonista en el videojuego de ficción histórica Assassin's Creed III.